# Alto Zambeze
Alto Zambeze es una comuna y también un municipio (Concelho de Alto Zambeze) de la provincia de Moxico,  en el este de Angola, región fronteriza con la República Democrática del Congo y con Zambia. 
Tiene su sede en la ciudad de  Cazombo.

## Geografía
Se localiza en la frontera con Zambia. 
El término tiene una extensión superficial de 48 356 km² y una población de 19 912 habitantes.
Linda al norte con la República Democrática del Congo; 
al este y al sur con la República de Zambia; 
y al oeste los municipios de los Bundas, de Moxico, de Lumeje y de Luacano.

## Comunas
Este municipio agrupa siete comunas:
- Cazombo, sede.
- Cavungo,
- Caianda,
- Lóvua,
- Calunda,
- Macondo,
- Lumbala-Caquengue.

## Historia
Durante la colonización portuguesa y hasta  1975 era una circunscripción administrativa.